# Siddharta
Siddharta é uma banda de rock eslovena fundada no ano de 1995. O nome da banda é inspirado em um Romance do escritor alemão Hermann Hesse, Sidarta

## História
Siddharta foi formada em 1995 quando quatro amigos - Tomi Meglic (vocais, guitarra), Primož Benko (guitarra, back vocal), Primož Majerič (baixo) e Boštjan Meglic (bateria) - se reuniram e nomearam a banda depois de um bem conhecido romance de Hermann Hesse  porque gostaram do som que o nome transmitia (Siddharta).
Novatos do rock'n'roll fizeram uma apresentacão pela primeira vez diante de uma platéia em 17 de março de 1995. O Show teve 40 pessoas embalados em seu local de ensaio na Escola Šentvid, mas neste primeiro show da energia bruta significativa para performances ao vivo de Siddharta nos próximos anos já podia ser sentida. Logo eles começaram a desenvolver seu próprio som e enriqueceu-a com o saxofone . Cene Resnik se juntou à banda, que naquele momento tocava em clubes e no final de 1996 eles tocaram suas 14 fitas demo em um clube famoso progressiva em Ljubljana, K4.
Em 1997, Siddharta - ao lado de uma linha de outras bandas promissoras jovens - participaram do projeto Pompa Tivolski, o que resultou em uma compilação, para o qual contribuiu a sua canção Siddharta Lunanai e fez sua primeira TV de desempenho no show Pomp na TV nacional. Hoje a banda faz muito sucesso na Eslovênia, em quase todo o Leste-Europeu além da Alemanha, Áustria e Suiça.